# Pollicina (film 1978)
Pollicina (世界名作童話 おやゆび姫?, Sekai meisaku dōwa: Oyayubi hime, lett. "I capolavori mondiali della fiaba: Principessa Pollicina") è un film anime del 1978 diretto da Yugo Serikawa e prodotto dalla Toei Animation in collaborazione con Tezuka Production, tratto dall'omonima fiaba di Hans Christian Andersen. La pellicola vanta la presenza del "padre dei manga" Osamu Tezuka in qualità di character designer.
Il film è il secondo episodio di Sekai meisaku dōwa, una serie di cinque film tratti da fiabe, preceduto da Heidi diventa principessa (1977) e seguito da I dodici mesi (1980), Il lago dei cigni (1981) e La lampada di Aladino (1982). È inoltre il quarto film d'animazione Toei ad essere basato sulle opere di Andersen, dopo Le meravigliose favole di Andersen (1968), La Sirenetta - La più bella favola di Andersen (1975) e il già citato Heidi diventa principessa.

## Trama
Pollicina, una fanciulla alta quanto un pollice, nasce da un tulipano e viene allevata da una signora senza figli. Un giorno incontra il Principe dei Tulipani che si innamora dei lei. Quella sera viene rapita da due ranocchi che vorrebbero darla in sposa a loro figlio, ma il giovane ranocchio mosso a compassione la lascia andare via con il suo amico maggiolino Bubi. Con l'arrivo dell'inverno trova riparo sottoterra nella tana della signora Chumi, un'anziana topa. Qui attira le attenzioni di un talpone che chiede la sua mano. Dopo varie traversie e con l'aiuto di una rondine, Pollicina riuscirà a ritrovare il principe che tanto cercava.

## Colonna sonora
Testi di Etsuko Bushika, musiche di Shunsuke Kikuchi eseguite dalla Columbia Orchestra.
1. Yume de itsu demo (ゆめでいつでも? lett. "Sempre in un sogno") (tema principale) cantata da Kumiko Ōsugi e le Will Beads (da Lucia Valenti in italiano)
2. Gekogeko Song (ゲコゲコソング?, Gekogeko Songu) cantata da Kyōko Kishida e Aoni Trio

## Distribuzione

### Date di uscita e titoli internazionali
Le date di uscita internazionali sono state:
- 18 marzo 1978 in Giappone
- 28 novembre 1980 in Germania Est (Däumelinchen)
- 25 dicembre 1982 in Francia (prima TV) (Mam'zelle Tom Pouce)
- 1984 negli Stati Uniti (home video) (Thumbelina)
- 6 ottobre 1983 in Ungheria (Hüvelyk Panna)
- 1990 in Grecia (home-video) (Τοσοδούλα)
- 1994 in Italia (home-video) (Pollicina)

### Edizione italiana
La Oriental Film avrebbe dovuto distribuire la pellicola nei cinema italiani nel 1979 con il titolo Thumbelina, distribuzione di fatto mai avvenuta. Venne infine distribuito in Italia direttamente in VHS nel 1994 dalla Stardust con edizione italiana eseguita da Tecnomovie.